# Forma viva
Forma viva je mednarodno kiparsko delovno srečanje ali simpozij, lahko pa pomeni tudi prostor, kjer so bili kipi narejeni in kjer stojijo.

## Zgodovina
Prvi kiparski simpozij - Formo vivo - je pripravil Karl Prantl v kamnolomu St. Margarethen v Avstriji leta 1959. Tega simpozija se je tedaj udeležil slovenski kipar Janez Lenassi, naslednje leto pa kipar Jakob Savinšek. Oba je ideja kiparskega skupnega bivanja in dela navdušila, da sta se zavzela zanjo in pripomogla, da sta bili 1961. leta v Sloveniji odprti dve kiparski delovišči: v Portorožu (na polotoku Seča, za izdelke iz kamna) in v Kostanjevici na Krki leta 1961 za lesene skulpture.
Nato so sledile še forma vive iz betona v Mariboru ter litega železa v Ravnah na Koroškem. Sledili so poskusi z manj profesionalno organizacijo in z manj strogim izborom avtorjev v Makolah (mešani materiali) ter Izoli (valobran iz kamnov skalometa). Postavljanje kakovostnih kipov na javnih prostorih je spodbudilo številna podjetja, da so zasnovala svoje zbirke kipov na prostem (Mura v Murski Soboti, Zreče, Smelt v Ljubljani).

## Pravila
- Organizator se zaveže da preskrbi udeležencem potreben material, orodja, prostor in bivalne pogoje, po dogovoru tudi prehrano.
- Organizator omeji čas bivanja na delovišču.
- Kiparjem je puščena svoboda izraznih načinov.
- Organizator postane lastnik kipov, ustvarjenih na forma vivi.

## Forma vive v Sloveniji
- Kostanjevica na Krki
- Seča
- Ravne na Koroškem
- Makole
- Maribor